# Rosé des Riceys
Le rosé des Riceys est un vin rosé français d'appellation d'origine contrôlée du vignoble de Champagne. Il est délimité à la commune des Riceys, la plus au sud du vignoble champenois, à la limite avec la Bourgogne et la seule à posséder les trois appellations champenoises (champagne, coteaux-champenois et rosé des Riceys). À la différence du champagne, le rosé des Riceys n'est pas effervescent, c'est un vin tranquille.

## Histoire

### Antiquité
Les Riceys datent de l'époque romaine où les Boïens (tribu gauloise) s'y installèrent dans une partie de la vallée arrosée par la rivière de la Laignes, où ils créèrent les fondements de trois bourgs appelés plus tard « Les Riceys ». Ricey-Bas fut fondé à l'époque gallo-romaine, Ricey-Haute-Rive et Ricey-Haut sont plus récents.

### Moyen Âge
Les Riceys relevaient des seigneurs de Tonnerre et étaient une enclave bourguignonne sur les marches de la Champagne.
Des vignes y ont été plantées au XIIe siècle par les moines de Molesme, mère de celle de Citeaux qui a planté les grands clos les plus réputés de vin de Bourgogne.

### Période moderne
À Versailles, Louis XIV appréciait beaucoup le rosé de Riceys qui était considéré comme un vin de Bourgogne et qui aurait été introduit pendant la construction du palais par des terrassiers et tailleurs de pierre originaire de ce pays. Au début du XVIIIe siècle, les registres des bureaux des traites indiquent des exportations importantes de vins des Riceys avec la région parisienne, le nord de la France, les Pays-Bas et la Belgique. 
En 1875, il y a trente-cinq négociants en vin des Riceys.

### Période contemporaine
En 1927, les vignobles des Riceys sont intégrés à la Champagne viticole. L'appellation d'origine contrôlée « Rosé des Riceys » est reconnue par un décret du 8 décembre 1947. Le Syndicat de défense de l'AOC Rosé des Riceys est fondé le 26 septembre 1968. Le cahier des charges de l'appellation a été modifié en août 2025.
Cette commune est la seule de Champagne à posséder les trois appellations contrôlées champenoises (AOC) : champagne, coteaux-champenois et rosé des Riceys.

## Étymologie
Le nom de la localité est attesté sous la forme Riciaco à l'époque mérovingienne. Il s’agit d'un type toponymique gallo-roman, basé sur le nom d'homme latin (porté par un Gaulois) Riccius suivi du suffixe gaulois de propriété -*ako(n).

## Situation géographique
Les Riceys sont composés de trois bourgs : Ricey Bas, Ricey Haute Rive et Ricey Haut. C'est la commune la plus méridionale de l'appellation champagne. À l'origine, le lieu était une enclave bourguignonne sur les marches de la Champagne, ce qui a posé des soucis pour l'intégration de ce terroir dans l'appellation Champagne.

### Orographie
L'appellation est géographiquement étendue et diversifiée.

### Géologie
Le terroir viticole de l'Aube est très excentré par rapport aux autres terroirs champenois. Le vignoble est implanté sur des terrains jurassiques (kimméridgien d'une épaisseur de 90 m et qui se prolonge sur le sommet des coteaux par du portlandien). Ce sont donc des vins typés particuliers.

### Climatologie
Le climat de la zone de production de l'AOC est mesuré depuis la station de Troyes-Barberey, situé à environ 100 mètres d'altitude.
Ce terroir viticole se situe à l'est du bassin parisien, son climat est océanique dégradé, il est sous influence du climat continental, expliquant ses hivers frais, ses étés doux et ses pluies assez fréquentes mais souvent peu abondantes et réparties tout au long de l'année. Le climat océanique dégradé des vallées champenoises est, dans l’ensemble, doux : 2 °C pendant le mois de janvier, 18 °C au mois de juillet, température moyenne annuelle de 10 °C. Les précipitations sont modérées (entre 550 et 700 mm par an). 
| Mois                                 | Janv. | Fév. | Mars | Avr. | Mai  | Juin | Juil. | Août | Sept. | Oct. | Nov. | Déc |
| ------------------------------------ | ----- | ---- | ---- | ---- | ---- | ---- | ----- | ---- | ----- | ---- | ---- | --- |
| Températures maximales moyennes (°C) | 5.8   | 7.5  | 11.6 | 14.5 | 19.0 | 22.1 | 25.2  | 25.2 | 21.1  | 16.0 | 9.4  | 6.9 |
| Températures minimales moyennes (°C) | -0.3  | -0.2 | 2.0  | 3.3  | 7.3  | 10.4 | 12.4  | 12.0 | 9.4   | 6.5  | 2.5  | 1.0 |
| Températures moyennes (°C)           | 3     | 3.5  | 7    | 9.5  | 13.5 | 16.5 | 19    | 18,5 | 15,5  | 11,5 | 6,5  | 4,5 |
| Moyennes des précipitations (en mm)  | 51    | 47   | 51   | 51   | 61   | 58   | 48    | 49   | 55    | 64   | 52   | 64  |
| Moyennes des heures d’ensoleillement | 65    | 82   | 139  | 169  | 221  | 215  | 232   | 245  | 172   | 114  | 67   | 49  |
| Sources : Météo-France et MSN Méteo  |       |      |      |      |      |      |       |      |       |      |      |     |

## Vignoble

### Présentation
Le vignoble s'étend sur les communes des Riceys, au cœur de la côte des Bar.Avec ses 866 hectares de vignes[réf. nécessaire], c'est la commune qui possède la plus importante superficie viticole de toute la zone Champagne.

### Encépagement
Le seul cépage autorisé pour le rosé est le pinot noir.
Répartition des surfaces viticoles par cépage sur la commune [Quand ?] : 
- pinot noir : 716 hectares (seul autorisé pour le rosé) ;
- pinot meunier : 7 hectares (pour le champagne) ;
- chardonnay : 26 hectares (pour le champagne).

### Méthodes culturales
La production est plafonnée à 12 500 kilogrammes de raisins par hectare, variable selon les besoins chaque année, ce qui donne un rendement à l'hectare très élevé de 85 hectolitres par hectare. Le vignoble produit selon les années de 600 à 800 hectolitres.

### Récolte, vinification et élevage
Les grappes doivent être récoltées entières et transportées dans des caisses perforées permettant l'écoulement du jus et limitant l'oxydation.
La vinification des vins rosés est faite par macération semi-carbonique.
Ils sont soit fermentés en cuve d'acier inoxydable ou en bois, ce dernier permettant un plus grand vieillissement. Dans des cuves en acier inoxydable, le vin doit être bu dans les 2 - 3 ans, dans sa jeunesse. Vieilli entre 1 et 2 ans en fûts de bois, il a un meilleur potentiel de stockage qui se situe entre 4 et 8 ans. Sa vinification est très délicate car sa macération courte doit être immédiatement interrompue dès que le vigneron décèle son goût spécifique.

### Structure des exploitations
Les Riceys possèdent 276 exploitants viticoles, 2 coopératives et plusieurs négociants.